# Renato Cinquini
Renato Cinquini (* vor 1930) ist ein italienischer Filmeditor. Er begann seine Laufbahn im Bereich Filmschnitt Anfang der 1950er Jahre. Bis zum Ende der 1970er war er an mehr als 90 Filmproduktionen beteiligt. Ein Regisseur, mit dem häufiger zusammenarbeitete, war Terence Hathaway, alias Sergio Grieco.

## Filmografie (Auswahl)
- 1952: Zorro, der Held (Il sogno di Zorro)
- 1954: Torpedomänner greifen an (Siluri umani)
- 1958: Kreuz und Schwert (La spada e la croce)
- 1959: Hannibal (Annibale)
- 1960: Die Liebesnächte des Herkules (Gli amori di Ercole)
- 1961: Die Herrin von Atlantis (Antinea, l’amante della città sepolta)
- 1961: Ursus im Tal der Löwen (Ursus nella valle dei leoni)
- 1962: Die graue Galeere (Odio mortale)
- 1962: Herkules, der Sohn der Götter (Ulisse contro Ercole)
- 1962: Taurus – Der Gigant von Thessalien (Taur, re della forza bruta)
- 1962: Tiger der Meere (La tigre dei sette mari)
- 1963: Der Dämon und die Jungfrau (La frusta e il corpo)
- 1963: Mit Colt und Maske (Il segno del Coyote)
- 1964: 90 Nächte und ein Tag
- 1965: Der Mann, der kam, um zu töten (L’uomo dalla pistola d’oro)
- 1966: 100.000 Dollar für einen Colt (La muerte cumple condena)
- 1966: Töte Amigo (Quién sabe?)
- 1966: Nebraska-Jim (Ringo del Nebraska)
- 1967: Argoman – Der phantastische Supermann (Come rubare la corona d'Inghilterra)
- 1967: Il bello, il brutto, il cretino
- 1967: Das Gold von Sam Cooper (Ognuno per sé)
- 1967: Perry Rhodan – SOS aus dem Weltall (…4 …3 …2 …1 …morte)
- 1967: Die Zeit der Geier (Il tempo degli avvoltoi)
- 1968: Django – Ein Sarg voll Blut (Il momento di uccidere)
- 1968: Django spricht das Nachtgebet (Il suo nome gridava vendetta)
- 1968: Der letzte Zug nach Durango (Un treno per Durango)
- 1968: Mein Körper für ein Pokerspiel (The Belle Starr story)
- 1968: Mein Leben hängt an einem Dollar (Dai nemici mi guardo io!)
- 1968: Von Django – mit den besten Empfehlungen (Uno dopo l'altro)
- 1968: Zweimal Judas (Due volte Giuda)
- 1969: Liebesvögel (Lovebirds)
- 1975: Die Puppe des Gangsters (La pupa del gangster)